# 龙基-代莱焦纳里
龙基-代莱焦纳里（義大利語：Ronchi dei Legionari），是意大利弗留利-威尼斯朱利亚大区戈里齐亚省的一个市镇。总面积16平方公里，人口12085人，人口密度755.3人/平方公里（2009年）。ISTAT代码为031016。